# Richard Percivale

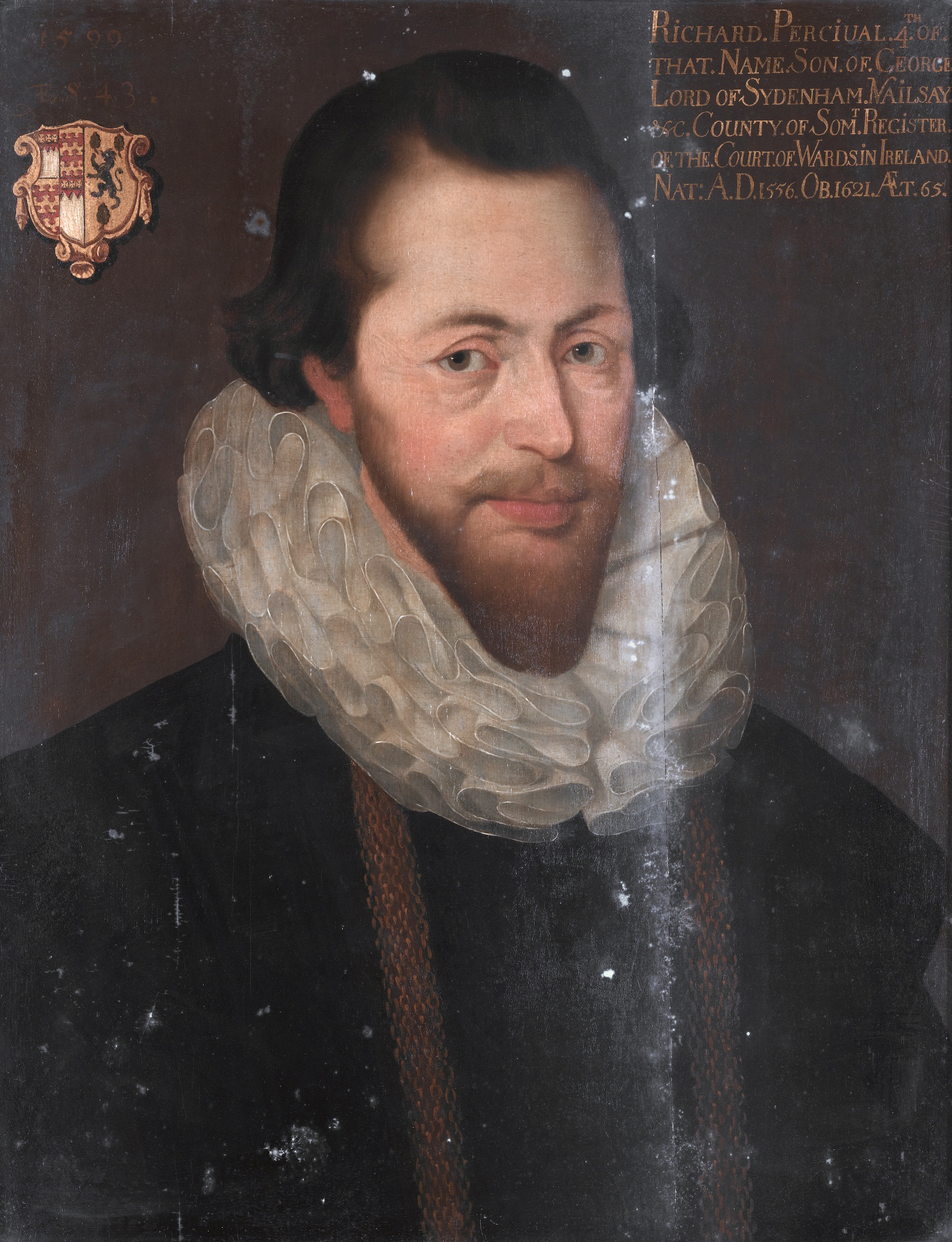
Richard Perceval (1556-1621)

Richard Percivale o Perceval, (1550-1620), lexicógrafo, gramático e hispanista inglés.
Escribió una gramática castellana para ingleses, A Spanish Grammar, y un diccionario, incluidos ambos en su Bibliotheca Hispanica (1591); esta obra fue alargada luego por John Minsheu en A dictionarie in Spanish and English (London: E. Bollifant, 1599); la obra tuvo bastante éxito,pese a las convicciones protestantes que tenía y se reimprimió mucho.